# San Pablo (San Luis)
San Pablo es una localidad del departamento Chacabuco en la provincia de San Luis, Argentina.

## Población
Contó con 192 habitantes (Indec, 2010), lo que representó un incremento del 20% frente a los 160 habitantes (Indec, 2001) del censo anterior.
Según el censo 2022 la población total de la Comisión municipal fue de 202 personas. En tanto, el número de viviendas registradas fue de 95.
| Gráfica de evolución demográfica de San Pablo entre 1947 y 2022 |
|                                                                 |
| Fuente: Censos nacionales del INDEC                             |